# Công viên dọc kênh đào Bydgoszcz

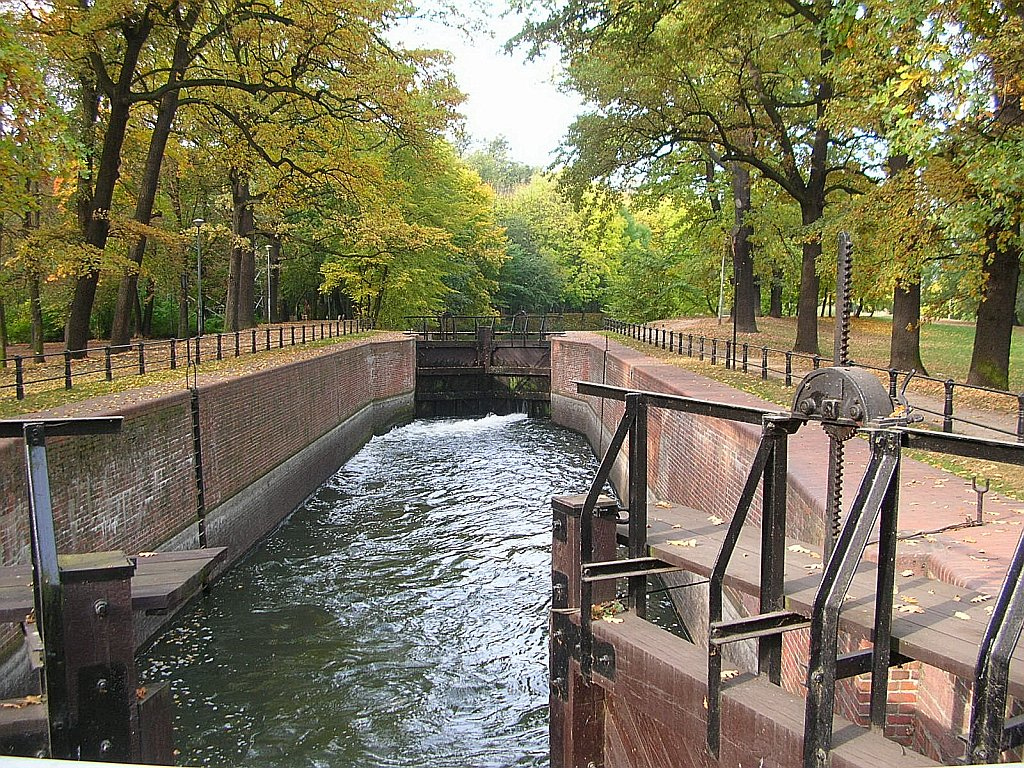
Công viên dọc kênh đào Bydgoszcz.

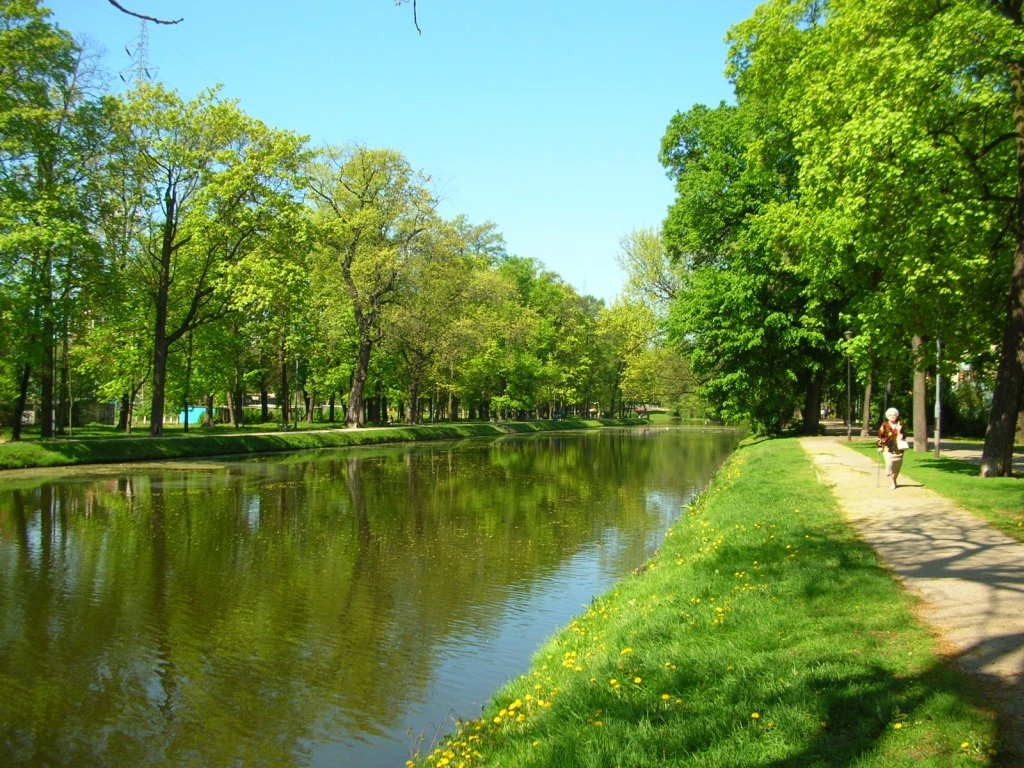

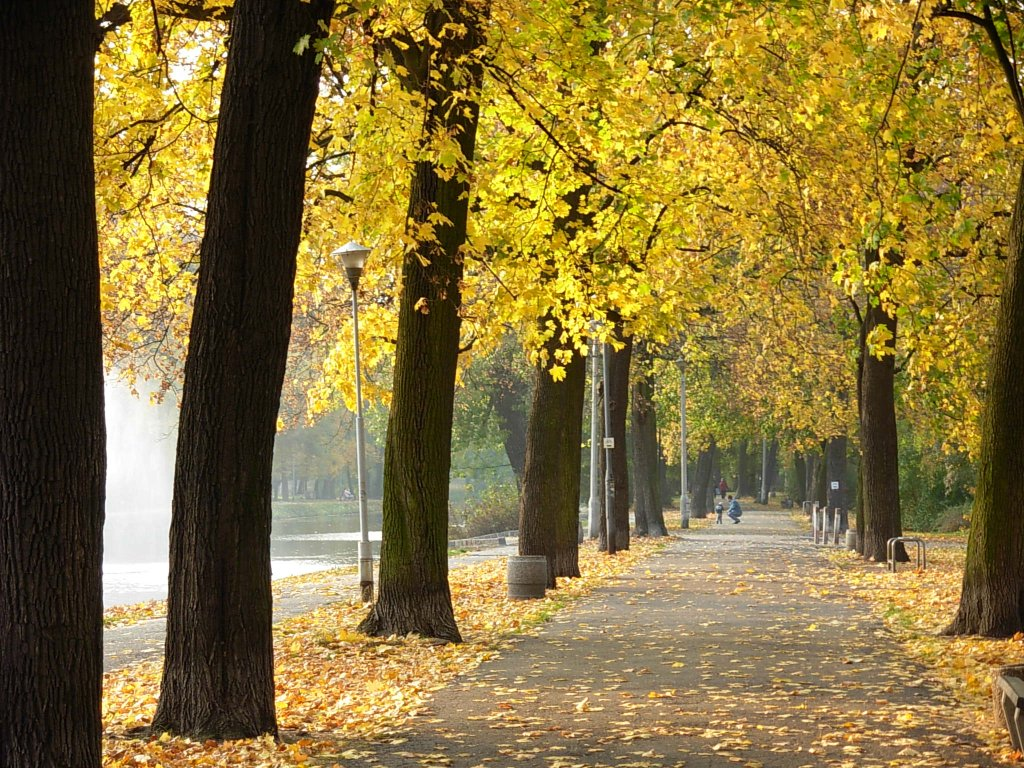

Công viên dọc kênh đào Bydgoszcz (tiếng Ba Lan: Planty nad Kanałem Bydgoskim) là một trong những công viên đẹp và lâu đời ở Bydgoszcz, Ba Lan, bắt đầu hình thành từ năm 1802. Tổng diện tích của công viên khoảng 47 ha.

## Lịch sử
Kênh Bydgoszcz được đưa vào sử dụng từ năm 1774. Lúc bấy giờ, xung quanh kênh đào không có sự hiện diện của cây xanh, dẫn đến sự xói mòn đất. Sau đó, công viên dọc kênh đào Bydgoszcz bắt đầu hình thành bằng việc trồng thêm hai hàng cây cối dọc bờ kênh Bydgoszcz từ năm 1802. Những loài cây đầu tiên xuất hiện trên phố Nakielska lúc bấy giờ gồm: cây dương đen, cây hạt dẻ và cây lim.

## Khám phá
Các địa danh xung quanh công viên bao gồm:
- Kênh cũ Bydgoszcz - một di tích công trình thủy lợi: có từ thế kỷ 18 và hoạt động trong khoảng 150 năm.[3]
- Bảo tàng Kênh đào Bydgoszcz Sebastian Malinowski:  cách Kênh Bydgoszcz khoảng 80 mét về phía Bắc.
- Khu giải trí và thể thao: đài phun nước, sân chơi cho trẻ em, đường đi xe đạp, sân quần vợt và nhiều vị trí dành cho các cần thủ.
- Khu di tích thiên nhiên: Công viên sở hữu khoảng 40 cây lâu năm (từ 100-160 năm tuổi với đường kính từ 200–500 cm).[4][5] Các loài cây cổ thụ tiêu biểu là: sồi, phong, hạt dẻ, liễu và dương.
- Khu ẩm thực và khách sạn: Phía đông của công viên là một tòa nhà lịch sử - trụ sở của một khách sạn ba sao "Park Hotel" và nhà hàng "Przy IV lockie".